# Flatiron Building

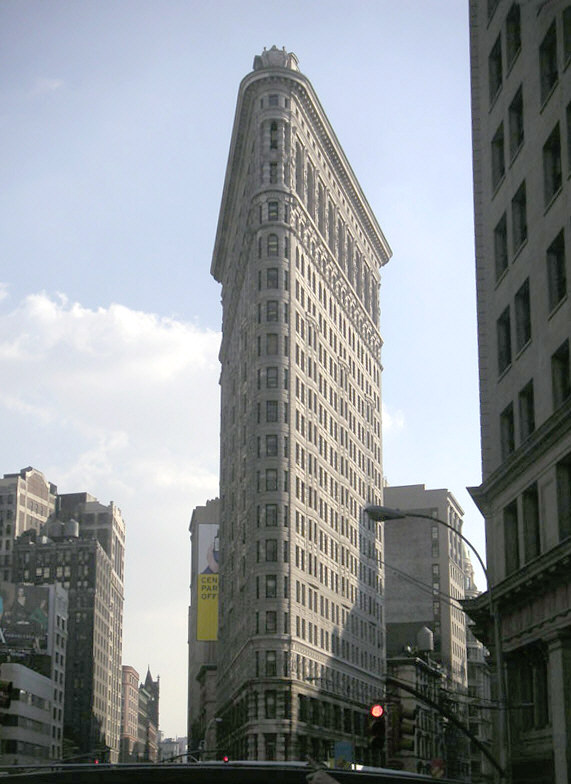
Das Flatiron Building im Jahr 2004

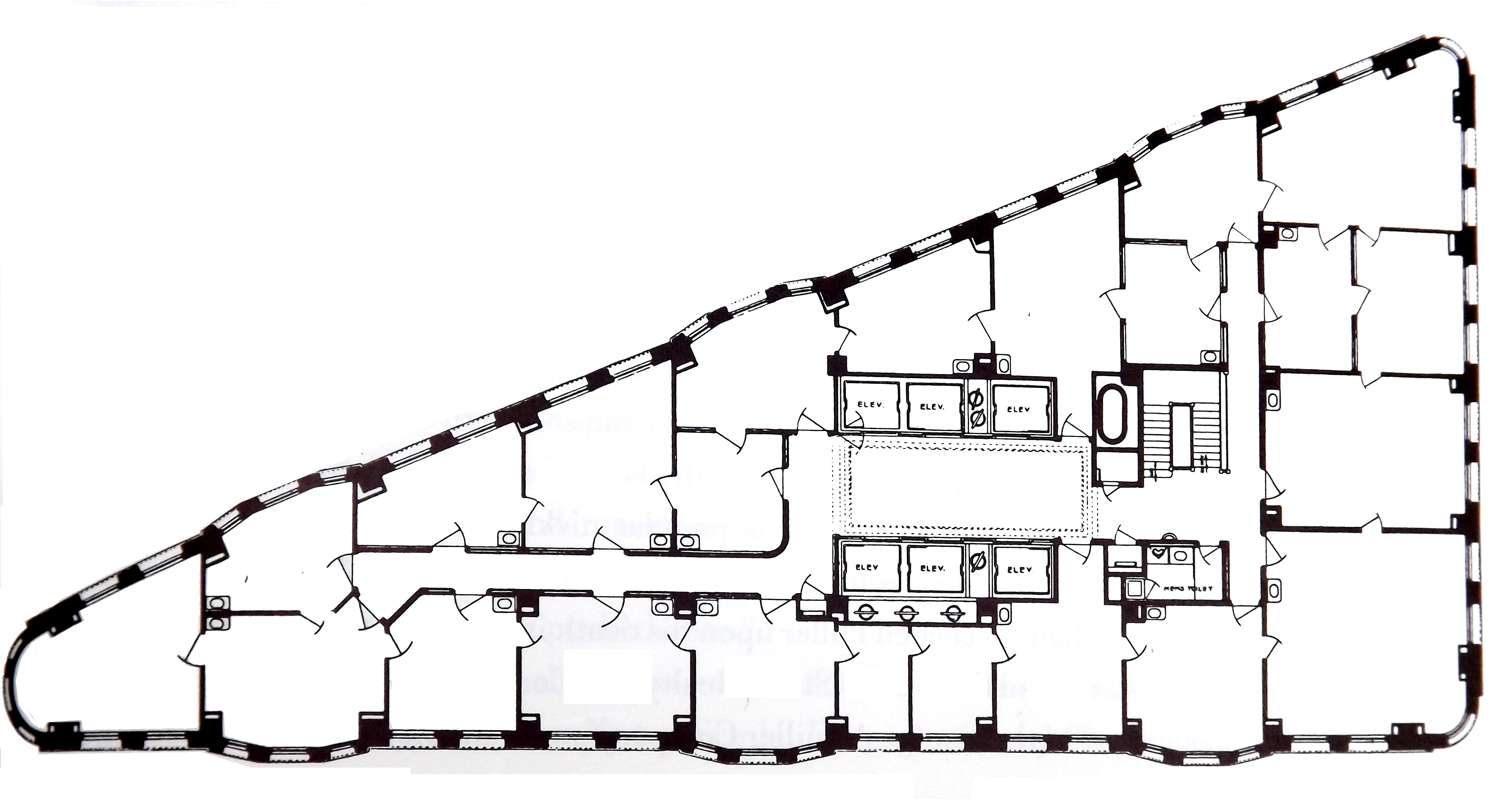
Typische Etagenaufteilung im Haus

Das Flatiron Building (dt. „Bügeleisengebäude“, auch Fuller Building) ist ein 1902 erbautes Hochhaus in Manhattan in New York City. Es befindet sich an der Kreuzung Fifth Avenue/Broadway/23rd Street an der Südseite vom Madison Square in dem nach ihm benannten Flatiron District in Midtown Manhattan. Aufgrund seiner markanten Keilform gehört das 93,6 Meter (307 Fuß) hohe Gebäude zu den Wahrzeichen der Stadt.

## Geschichte

### Grundstück
Der Hotelier Amos Eno erwarb die bebauten Grundstücke 1857. Ein dort stehendes Hotel riss er ab und errichtete ein siebenstöckiges Apartmentgebäude auf dem südlichen Teil des Grundstücks. Da die restliche Bebauung nur drei Stockwerke hatte, vermietete Eno die nördliche Fassade seines Apartmenthauses als Werbefläche. Später wurde dort eine Leinwand montiert, auf die Nachrichten und Bilder projiziert wurden. Nach dem Tod Enos 1899 wurde sein Vermögen liquidiert. Einer seiner Söhne ersteigerte das Grundstück und verkaufte es an Samuel und Mort Newhouse, die dort ein neues Gebäude errichten wollten.

### Fuller Company
Die Pläne der Newhouses konnten nicht umgesetzt werden, sodass sie das Grundstück 1902 an die Cumberland Realty Company weiterverkauften. Cumberland hatte eine Partnerschaft mit der Fuller Company, einem der ersten Generalunternehmer in der Baubranche, der auf Hochhäuser spezialisiert war. Ziel war die Errichtung eines Hochhauses, das als neuer Hauptsitz der Fuller Company fungieren sollte. Fullers CEO Harry S. Black beauftragte den Chicagoer Architekten Daniel Hudson Burnham mit dem Entwurf.

### Architektur
Burnham entwarf ein für New York untypisches Gebäude, das keinen hervorstehenden Sockelbau und Einflüsse der Neorenaissance und der Beaux-Arts-Architektur hat. In Stahlskelettbauweise wurde das Gebäude 1902 errichtet und mit Terrakotta aus Staten Island verkleidet. Um das spitzwinklige Grundstück optimal auszunutzen, wurde der dreieckige Grundriss des Gebäudes gewählt, aus der sich seine hohe, schmale Keilform ergab – ein „Bügeleisengebäude“ (engl.: flatiron, gespr.: flat iron = „Plätteisen“, „Bügeleisen“). Die Schmalseite an der Straßenkreuzung ist lediglich zwei Meter breit. Die ungewöhnlich geringe Breite dieser Seite ist auch mit ein Grund für die Ausführung als frühe Stahlkonstruktion, da konventionelles Mauerwerk aus statischen Gründen in den unteren Geschossen sehr dick hätte dimensioniert werden müssen und somit weniger Nutzfläche im Inneren des Bauwerks entstanden wäre. Die aerodynamische Form des Gebäudes führt zu starken Luftströmungen in den anliegenden Straßen.
Im November 1979 wurde das Flatiron Building in das National Register of Historic Places eingetragen. Im Juni 1989 folgte die Anerkennung als ein National Historic Landmark.

### Eigentumsverhältnisse
Die Fuller Company, mittlerweile ein Teil der U.S. Realty Company, verkaufte das Gebäude 1925 für 2 Millionen US-Dollar an eine Investoren-Gemeinschaft, die Lewis Rosenbaum gegründet hatte. Diese konnte die Raten für ihr Darlehen bei der Equitable Life Insurance Company 1933 nicht mehr zahlen. Nachdem das Gebäude bei einer Auktion nicht verkauft werden konnte, ging es in den Besitz des Gläubigers über. Equitable unternahm einige Modernisierungen und konnte es bis Mitte der 1940er komplett vermieten. 1946 verkaufte Equitable das Flatiron Building an die Flatiron Associates, eine Investorengruppe um Harry Helmsey. Bis 1997 einige der Investoren insgesamt 52 % der Anteile an Newmark Knight-Frank verkauften, verwaltete Helmsey das Gebäude. Seine Witwe verkaufte kurz danach die restlichen Anteile an Newmark. Ein Miteigentümer ist der Immobilien-Entwickler Jeff Gural. Im März 2023 fand auf Anordnung des New York Supreme Court eine Auktion statt, nachdem es den Eigentümern nicht gelungen war, ihre Differenzen bezüglich der Renovierung des Gebäudes beizulegen. Die Auktion erzielte 190 Millionen Dollar; der Meistbietende Jacob Garlick leistete jedoch die notwendige zehnprozentige Anzahlung nicht und sein Kaufrecht verfiel. Am 23. Mai 2023 wurde eine neue Versteigerung anberaumt, bei der für das Gebäude 161,5 Millionen Dollar von den Mehrheitseigentümern Gural, Newmark, Sorgente Group und ABS Partners (Gural & Partner) gezahlt wurden.

## Nutzung
Die Fuller Company nutzte das 19. Geschoss bis 1910 als Hauptsitz und zog dann in ein anderes Gebäude am Broadway. Von 1916 bis 1929 hatte das Unternehmen erneut seinen Sitz im Flatiron Building. Andere Mieter waren Verleger, Versicherungen und kleine Unternehmen. Im Sockelbau sind verschiedene Restaurants und Einzelhandelsunternehmen ansässig. Im Ersten Weltkrieg unterhielt die US Navy ein Rekrutierungsbüro in dem Gebäude. Macmillan Publishers, ein Unternehmen der Verlagsgruppe Georg von Holtzbrinck, zog später ein und nutzte das Gebäude bis 2019 vollständig als nordamerikanischen Hauptsitz.
Das seit 2019 leerstehende Gebäude wird von der Brodsky Organization umfassend renoviert und zu einem Wohngebäude umgebaut. Die Renovierung beinhaltet den Ersatz der Fensterklimaanlagen durch eine interne HLK-Anlage, neue Aufzüge, eine neue Lobby, Ersatz von rund 1000 Fenstern und eine neue Schaufensterfront. Im Zuge der Renovierung erhält das Bauwerk an der Gebäudekrone und am Sockelgeschoss eine indirekte LED-Beleuchtung. Die Kosten sollen sich auf über 50 Millionen US-Dollar belaufen. Die Wiedereröffnung des Flatiron Building ist für 2027 vorgesehen.

## Ansichten

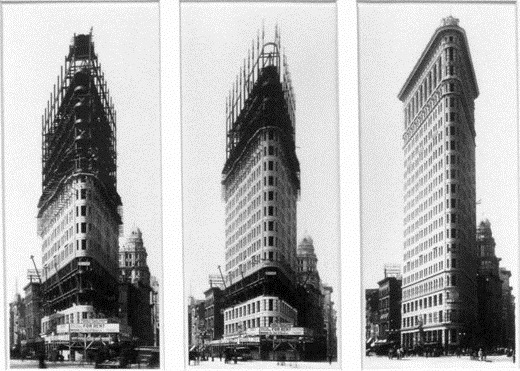
Bauphasen von 1901–1902
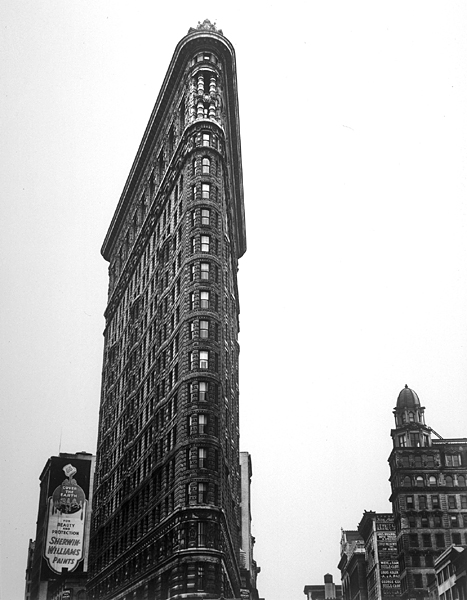
Flatiron Building (1938) fotografiert von Berenice Abbott
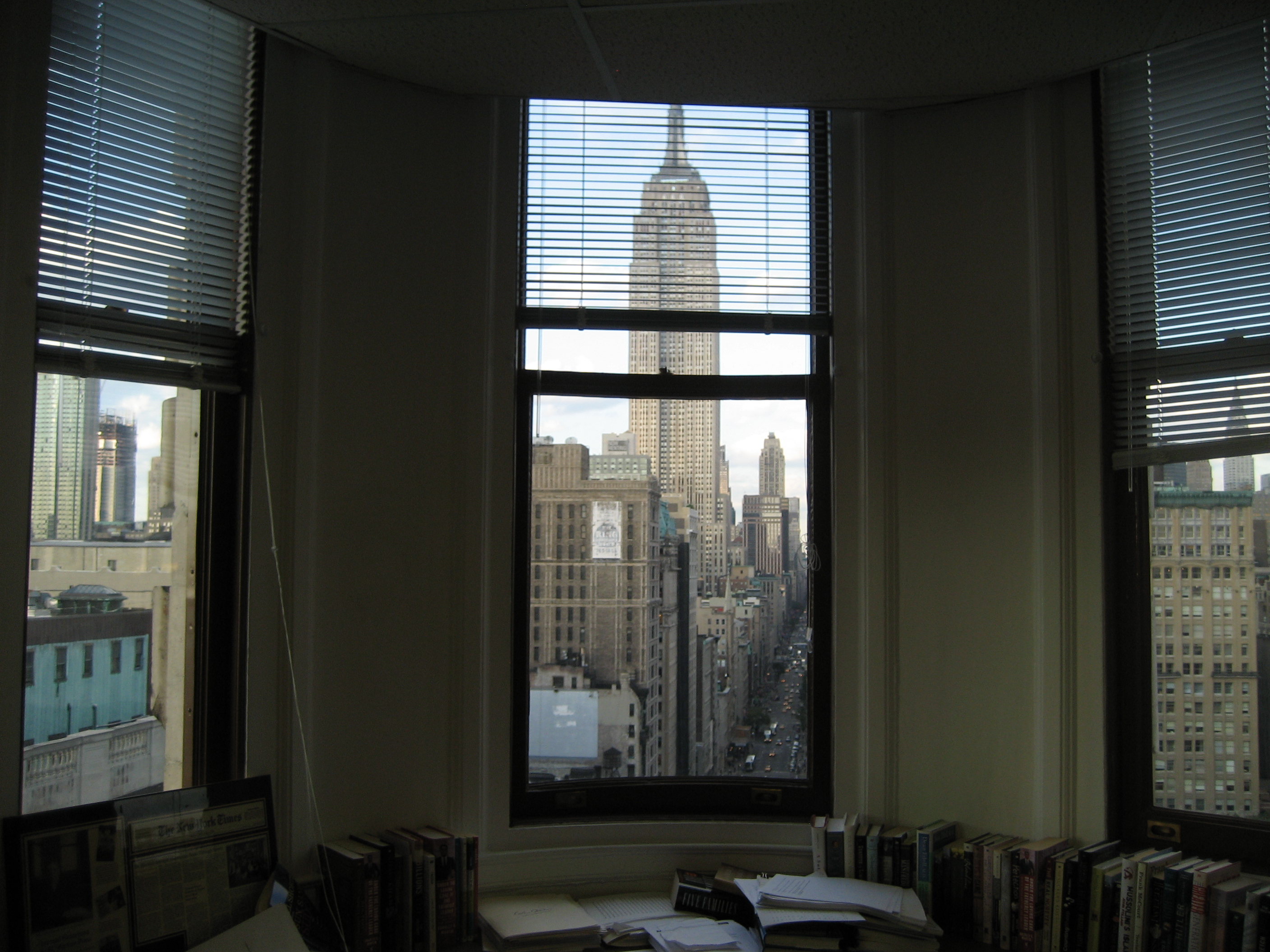
Aussicht von einem Büro an der Nordspitze auf das Empire State Building
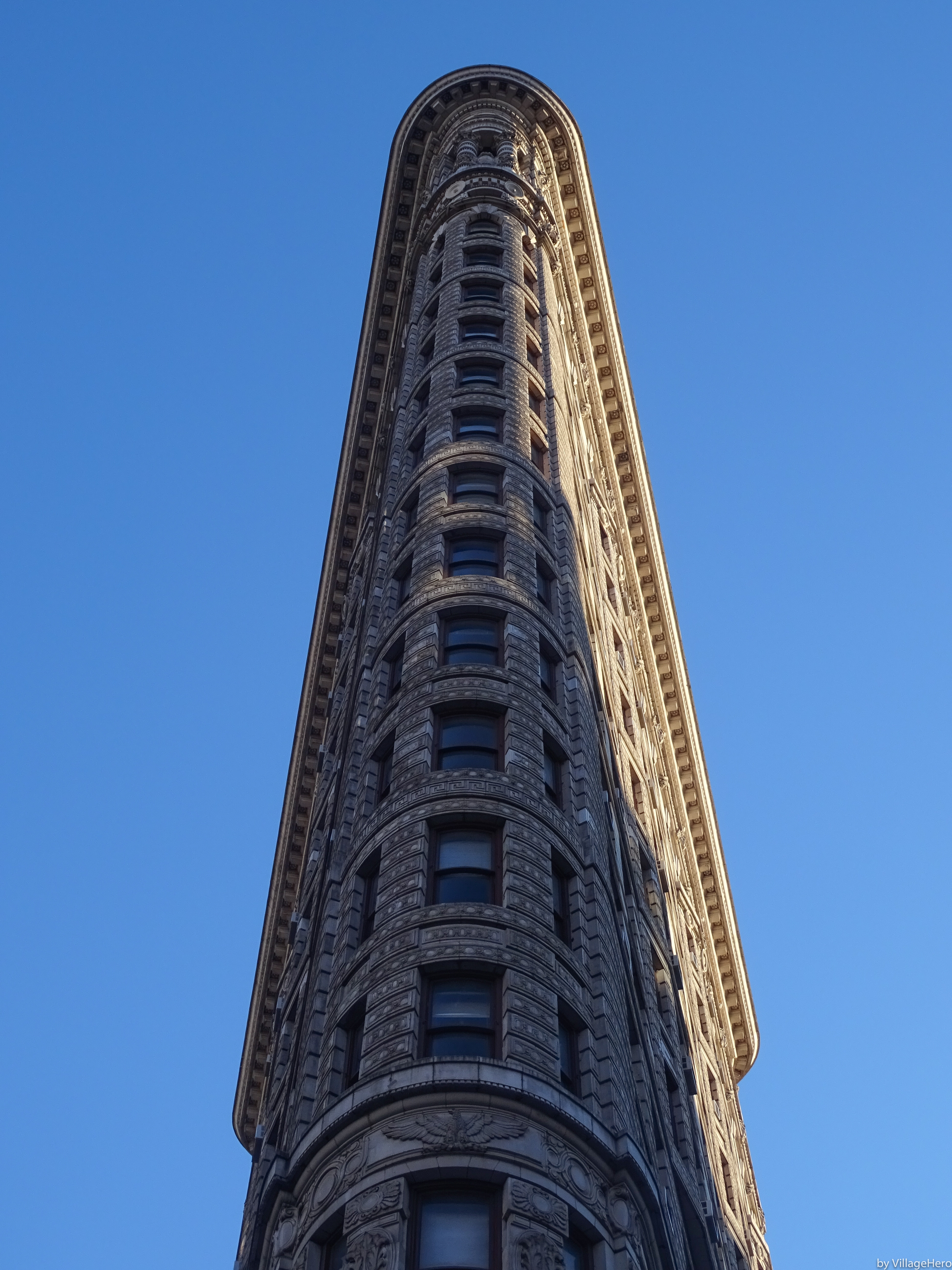
Vertikale Ansicht der Spitze im März 2018
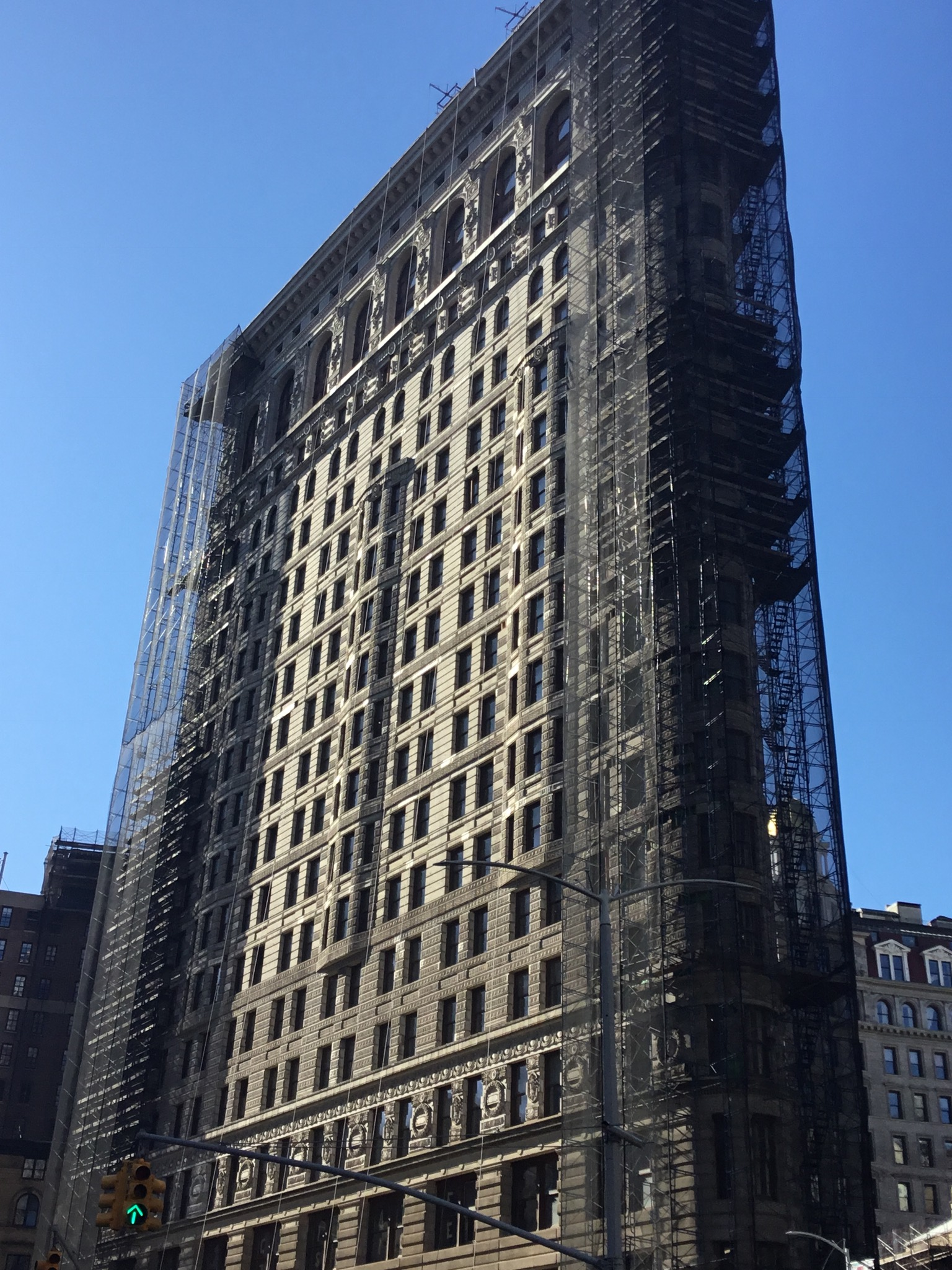
Das Hochhaus während der Sanierung im Februar 2023

## In der Populärkultur
Das Flatiron Building spielt eine Rolle in zahlreichen filmischen Veröffentlichungen, darunter in Filmen wie Meine Braut ist übersinnlich (1958), Reds (1981), Godzilla und der Spider-Man-Trilogie sowie in Serien wie Veronica und The Boys (seit 2019). In Will Eisners Comic The Building dient das Flatiron als Vorlage für ein Gebäude, das abgerissen und durch ein modernes Hochhaus ersetzt wird. Das Flatiron-Gebäude war auch Gegenstand eines Buches, The Flatiron: The New York Landmark and the Incomparable City that Arose With It (Das New Yorker Wahrzeichen und die unvergleichliche Stadt, die mit ihm entstand), veröffentlicht im Jahr 2010 und geschrieben von Alice Sparberg Alexiou.